# Správní obvod obce s rozšířenou působností Mariánské Lázně
Správní obvod obce s rozšířenou působností Mariánské Lázně je spolu s Chebem a Aší jedním ze tří správních obvodů rozšířené působnosti obcí v okrese Cheb v Karlovarském kraji. Správní obvod zahrnuje města Lázně Kynžvart, Mariánské Lázně, Teplá a dalších 11 obcí. Rozloha správního obvodu čítá 405,35 km² a v roce 2020 zde žilo 23 984 obyvatel, tj. 59 obyvatel na km².
Město Mariánské Lázně je zároveň obcí s pověřeným obecním úřadem. Správní obvod obce s rozšířenou působností Mariánské Lázně se kryje se správním obvodem pověřeného obecního úřadu Mariánské Lázně.

## Územní vymezení
Seznam obcí, jejichž územím je správní obvod tvořen, včetně výčtu místních částí (v závorkách). Města jsou vyznačena tučně.
- Drmoul
- Lázně Kynžvart (Lazy)
- Mariánské Lázně (Úšovice, Stanoviště, Hamrníky, Chotěnov-Skláře, Kladská)
- Mnichov
- Ovesné Kladruby
- Prameny
- Stará Voda (Sekerské Chalupy, Vysoká)
- Teplá (Babice, Beranov, Beranovka, Beroun, Bezvěrov, Bohuslav, Číhaná, Heřmanov, Horní Kramolín, Hoštěc, Jankovice, Kladruby, Klášter, Křepkovice, Mrázov, Nezdice, Pěkovice, Popovice, Poutnov, Rankovice, Služetín, Staré Sedlo, Zahrádka)
- Trstěnice (Horní Ves)
- Tři Sekery (Chodovská Huť, Krásné, Tachovská Huť)
- Valy
- Velká Hleďsebe (Klimentov, Malá Hleďsebe)
- Vlkovice (Martinov)
- Zádub-Závišín (Milhostov, Zádub, Závišín)

## Obyvatelstvo
| Rok  | Obyv.  | ± %     |
| ---- | ------ | ------- |
| 1869 | 28 160 | —       |
| 1880 | 31 536 | +12 %   |
| 1890 | 32 201 | +2,1 %  |
| 1900 | 33 528 | +4,1 %  |
| 1910 | 36 972 | +10,3 % |

| Rok  | Obyv.  | ± %     |
| ---- | ------ | ------- |
| 1921 | 35 921 | −2,8 %  |
| 1930 | 38 060 | +6 %    |
| 1950 | 19 350 | −49,2 % |
| 1961 | 23 652 | +22,2 % |
| 1970 | 24 080 | +1,8 %  |

| Rok  | Obyv.  | ± %    |
| ---- | ------ | ------ |
| 1980 | 25 387 | +5,4 % |
| 1991 | 25 512 | +0,5 % |
| 2001 | 25 143 | −1,4 % |
| 2011 | 23 451 | −6,7 % |
| 2021 | 22 716 | −3,1 % |